# Henrike Naumann

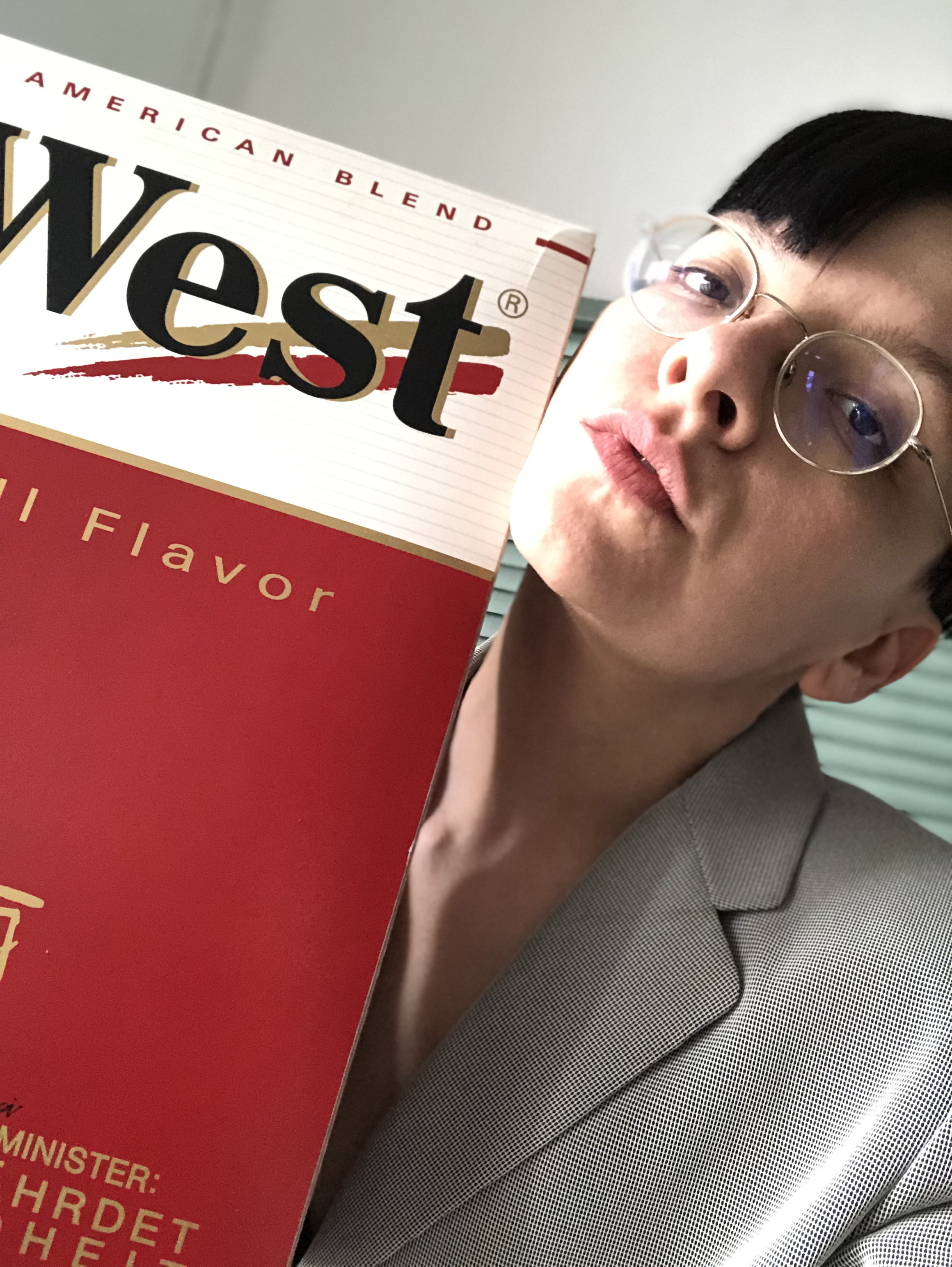
Henrike Naumann 2019

Henrike Naumann (* 1984 in Zwickau) ist eine deutsche Installationskünstlerin. In ihren Arbeiten thematisiert sie den Zusammenhang von Möbeln und Inneneinrichtung mit politischen und gesellschaftlichen Themen.

## Leben
Naumann ist die Enkelin des Künstlers Karl Heinz Jakob. Sie studierte Bühnen- und Kostümbild an der Hochschule für Bildende Künste Dresden und Szenografie an der Filmuniversität Babelsberg Konrad Wolf.
Als Schlüsselerlebnis für ihren künstlerischen Werdegang nennt sie die Brandstiftung durch und anschließende Festnahme von Beate Zschäpe am 4. November 2011 im Zuge der Enttarnung des Nationalsozialistischen Untergrunds (NSU). Naumann befand sich zu diesem Zeitpunkt nur wenige hundert Meter entfernt, bei ihrer Großmutter im Stadtteil Weißenborn. Unter dem Eindruck dieser Ereignisse setzte sie sich in ihrer Diplomarbeit Triangular Stories mit der Vorgeschichte des NSU in der ostdeutschen Nachwendezeit auseinander. Naumanns erste internationale Ausstellung war zur Ghetto-Biennale 2015 in Port-au-Prince, Haiti, mit einem gemeinsam mit Bastian Hagedorn realisierten fiktiven Museum of Trance zur Geschichte der elektronischen Musik in Deutschland.
In der Arbeit Das Reich stellte sie 2017 im Berliner Kronprinzenpalais Stonehenge aus Schrankwänden nach, um sich am Ort der Unterzeichnung des Einigungsvertrags mit der Reichsbürgerbewegung auseinanderzusetzen. In ihrer Ausstellung "Ostalgie" (2019) reflektierte Naumann das Nachleben der DDR in den 1990er Jahren und zeigte ihre radikale Arbeitsweise mit Architektur, indem sie die Wände der Galerie mit Teppichboden bezog und als Boden für ihre Möbel um 90 Grad gekippt benutzte.
Im Jahr 2021 waren mehrere Werke von Henrike Naumann zeitgleich in der Ukraine und in Russland ausgestellt, unter anderem im PinchukArtCentre in Kiew und in der Tretjakow-Galerie in Moskau. Beim russischen Überfall auf die Ukraine 2022 wurden die Ausstellungen geschlossen. Eine Arbeit wurde aus Kiew durch das Kriegsgebiet evakuiert. Im selben Jahr fand Naumanns erste US-Einzelaustellung statt im SculptureCenter in New York. Darin untersuchte sie die Rolle, die Möbel beim Sturm aufs Kapitol in Washington 2021 gespielt haben.
Ihre künstlerische Arbeit verbindet Naumann mit Vortrags- und Lehrtätigkeit. Mit dem Vortrag „What comes after Postmodernism“ in der Bundeskunsthalle Bonn reflektierte sie über ihre Arbeit auf der Kyiv Biennale 2023 und das Thema Kunst und Krieg.

## Ausstellungen

### Einzelausstellungen
- 2013 Generation Loss, Freunde Aktueller Kunst, Zwickau
- 2016 Intercouture, Musée d'Art Contemporain et Multimédia Echangeur de Limete, Kinshasa, Demokratische Republik Kongo
- 2016 Aufbau Ost[9], Galerie Wedding, Berlin
- 2018 DDR Noir[10], Galerie im Turm, Berlin
- 2018 2000 [11], Museum Abteiberg, Mönchengladbach
- 2019 2000[12], LVZ-Kunstpreis, Museum der bildenden Künste, Leipzig
- 2019 2000[13] - Mensch.Natur.Twipsy. Kunstverein Hannover
- 2019 Das Reich[14], Belvedere 21, Wien
- 2019 Ostalgie[15], KOW Berlin
- 2021 Einstürzende Reichsbauten[16], Kunsthaus Dahlem, Berlin
- 2022 Re-Education[17], SculptureCenter, New York, USA
- 2022 2000 – Back Home[18], Gropius Bau, Berlin
- 2022 Westalgie[19], CAC – la synagogue de Delme, Frankreich
- 2023 Westalgie[20], Museum für Zeitgenössische Kunst (IKOP) in Eupen, Belgien
- 2024 Innere Sicherheit[21], Mauermahnmal im Deutschen Bundestag

### Gruppenausstellungen (Auswahl)
- 2017 5th Ghetto Biennale[22], Port-au-Prince, Haiti
- 2017 3. Berliner Herbstsalon[23], Kronprinzenpalais, Berlin
- 2018 Because I live here[24], Museum für Moderne Kunst, Frankfurt/Main
- 2018 Volksfronten[25], stierischer herbst, Graz, Österreich
- 2018 Divided We Stand[26], Busan Biennale, Südkorea
- 2019 Innenleben[27], Haus der Kunst, München
- 2019 Point of No Return[28], Museum der Bildenden Künste Leipzig
- 2021 Future Generation Art Prize[29], PinchukArtCentre, Kyiv, Ukraine
- 2021 Illiberal Arts[30], Haus der Kulturen der Welt, Berlin
- 2022 A War In The Distance[31], stierischer herbst, Graz, Österreich
- 2022 Atis Rezistans / Ghetto Biennale[32], documenta fifteen, Kirche St. Kunigundis, Kassel
- 2023 On The Periphery Of War[33], Kyiv Biennial, Iwano-Frankiwsk, Ukraine
- 2023 Channeling[34], Museum für Moderne Kunst, Frankfurt/Main
- 2023 Illiberal Lives[35] im Ludwig Forum Aachen, mit Pauline Curnier Jardin, Johanna Hedva, Ho Rui An, Blaise Kirschner, Jota Mombaça, Henrike Naumann, Melika Ngombe Kolongo, Bassem Saad, Mikołaj Sobczak und Jordan Strafer, mit fünf Installationen von Henrike Naumann
- 2024 Made in Germany? Art and Identity in a Global Nation[36], Busch-Reisinger Museum, Harvard Art Museums, Cambridge, Massachusetts, USA
- 2024 Die Reise der Bilder[37] , Lentos Linz, Österreich
- 2025 The Impermanent – Four Takes on the Collection[38], Museum of Modern Art Warsaw, Polen

## Publikationen
- Henrike Naumann – Concepts[39], Bierke Books, Berlin 2024, ISBN 978-3-948546-18-2
- Henrike Naumann, Angela Schönberger, Andreas Brandolini (Autoren), Matthias Kliefoth (Hrsg.): Einstürzende Reichsbauten[40], DISTANZ Verlag, 2021, ISBN 978-3-95476-358-0.
- Henrike Naumann - 2000[41], Spector Books, Leipzig 2019, ISBN 978-3-95905-357-0
- Texte zur Kunst #105[42] (2017)
- Henrike Naumann - The Effects Can Last Forever[43], Goldrausch, Berlin (2014)
- Henrike Naumann - Triangular Stories[44], Diplomarbeit an der Hochschule für Film und Fernsehen “Konrad Wolf” Potsdam-Babelsberg 2012

## Preise, Stipendien und Residenzen (Auswahl)
- 2024/2025 Berliner Programm Künstlerische Forschung[45]
- 2024 Villa Aurora[46]
- 2019 Max-Pechstein-Förderpreis
- 2019 Kunstpreis der Leipziger Volkszeitung[47]
- 2018 Karl-Schmidt-Rottluff-Stipendium
- 2014 Goldrausch Künstlerinnenprojekt[48]
- 2013 Expanded Media Award, Filmwinter Stuttgart[49]